# Pablo Hernando Esquisabel
Pablo Hernando Esquisabel (Vitòria, 23 de juny de 1986) és un cineasta espanyol. El 2016 el Festival Internacional de Cinema de Gijón li va dedicar una retrospectiva.

## Biografia
Nascut en Vitòria el 23 de juny de 1986, després d'estudiar en la Universitat del País Basc Pablo es trasllada a Madrid i debuta com a director amb curtmetratges com Agustín del futuro, Magia o Efecto Kuleshov - Segundo experimento. En 2011, gràcies a la seva experiència com a ajudant d'adreça en la pel·lícula Diamond Flash de Carlos Vermut decideix escriure i rodar el seu primer llargmetratge i en 2012 estrena Cabás, realitzat amb un pressupost de 2000 euros.
En 2015 presenta Berserker, la seva segona pel·lícula, en el Festival de Cinema Europeu de Sevilla, on obté el Premi Especial Nuevas Ondas. Aquest mateix any roda la pel·lícula coral Esa Sensación, codirigida per Juan Cavestany, Julián Génisson i el mateix Pablo, que s'estrena en 2016 al Festival Internacional de Cinema de Rotterdam. En els següents anys dirigeix el videoclip My private dance alone del músic Aaron Rux i els curtmetratges Salió con prisa hacia la montaña (2018), i El ruido Solar (2020), premi Bisnaga de Plata a la Millor Direcció al Festival de Màlaga.
En 2022 comença la producció del seu tercer llargmetratge en solitari, Una ballena, protagonitzada per Ingrid García Jonsson, Eneko Sagardoy i Ramón Barea, produïda per Sayaka i amb ajudes de l’ICAA, EITB i el Govern Basc.
A més del seu treball com a cineasta, Pablo ha dissenyat el joc de taula Hoy se sale amb el seu amic Xabi Tolosa. El joc es va finançar en 2020 gràcies a una reeixida campanya de micromecenatge i està il·lustrat per Paco Alcázar.

## Filmografia
- Cabás (2012)
- La tumba de Bruce Lee (2013)
- Berserker (2015)
- Esa sensación (2016)
- Inmotep (2022)
- Una ballena (2024)